# Ștefan Gheorghiu
Ştefan Gheorghiu, né à Galați le 22 mars 1926 et mort le 17 mars 2010, est un violoniste et pédagogue roumain.

## Biographie
Il commence l'étude du violon à l'âge de cinq ans et entre à l'Académie royale de musique de Bucarest à neuf ans. Recommandé par Georges Enescu, il obtient une bourse d’étude et part étudier avec Enescu et Maurice Hewitt (violon) et Noël Gallon (harmonie et contrepoint) au Conservatoire de Paris. Pendant la guerre[Laquelle ?], il poursuit ses études à Bucarest avec Gabaret Avakian et Mihail Jora et suit les cours magistraux de David Oïstrakh à Moscou.
En 1946, il est nommé soliste concertiste de la philharmonie d'État de Bucarest. Il est membre du Trio roumain avec Valentin Gheorghiu (en) et Radu Aldulescu. Lors de la première édition du concours international de violon Georges-Enesco en 1958, il remporte le premier prix pour la meilleure interprétation de la troisième sonate du compositeur avec son frère, le pianiste Valentin Gheorgiu. Le jury était composé de Yehudi Menuhin, David Oistrakh, Henryk Szeryng, André Gertler, Nadia Boulanger et George Georgescu.
Durant ses quarante ans d'activité, Stefan[Quoi ?] Gheorghiu joue plus de deux mille concerts dans son pays natal et en tournée ailleurs en Europe, aux États-Unis, au Canada et en Asie. Il est invité dans les centres musicaux les plus importants : Paris, Menton, Londres, Manchester, Rome, Vienne, Salzbourg, Locarno, Lausanne, Bâle, Prague, Varsovie, Berlin, Munich, Leipzig, Moscou, Saint-Pétersbourg, Riga, Talin, Sofia, Athènes, Thessalonique, Montréal, San Francisco, Los Angeles, Saint-Louis, Boston, Pekin, Shanghai, Canton, Séoul. Il travaille avec les chefs d'orchestre Franz Konwitschny, Constantin Silvestri, Kirill Kondrachine, George Georgescu, Jean Périsson, Karel Ančerl, Rafael Kubelík.
Il enregistre pour Electrecord (label discographique roumain), Supraphon et pour différentes radios en Europe. Stefan[Qui ?] Gheorghiu réalise de nombreux enregistrements en première audition des œuvres de Georges Enescu : le quatuor avec piano, le quintette avec piano, la symphonie de chambre (Grand Prix du Disque - Paris), Impressions d'enfance, la troisième sonate.
Son activité de concertiste est doublée, à partir de 1960, par une activité de pédagogue. Il est professeur de violon à l'Université nationale de musique de Bucarest. Ses remarquables résultats dans la formation des jeunes artistes sont récompensés lors de nombreux concours internationaux de violon. Il compte parmi ses élèves Silvia Marcovici, devenue une violoniste de renommée internationale, Vladimir Nemtanu, premier violon super soliste de l'orchestre national Bordeaux Aquitaine, Alexandru Tomescu et Angèle Dubeau.

## Source
- (en) Cet article est partiellement ou en totalité issu de l’article de Wikipédia en anglais intitulé « Ștefan Gheorghiu (violinist) » (voir la liste des auteurs).